# Bremvlinder
De bremvlinder (Colias myrmidone) is een dagvlinder uit de familie Pieridae (witjes).
De voorvleugellengte bedraagt 22 tot 23 millimeter. De waardplant is brem (Cytisus ratisbonensis) en andere soorten uit het geslacht Cytisus, mede afhankelijk van de plaats. De eitjes worden bij voorkeur afgezet op jonge scheuten in de zon op een plant met veel loten en in de nabijheid van stenen. De rups overwintert volgens sommige auteurs in de strooisellaag; volgens anderen tegen de stam van de waardplant.
De soort komt zeer lokaal voor in Oost- en Zuidoost-Europa, het westen van Siberië en in Kazachstan. De soort gaat in Europa sterk achteruit, waarschijnlijk door verlies aan geschikt habitat. De vlinder is te vinden op warm, droog grasland met veel bremstruiken, bijvoorbeeld op zuidelijke hellingen.
De vliegtijd is van mei tot in september, in twee tot drie jaarlijkse generaties.

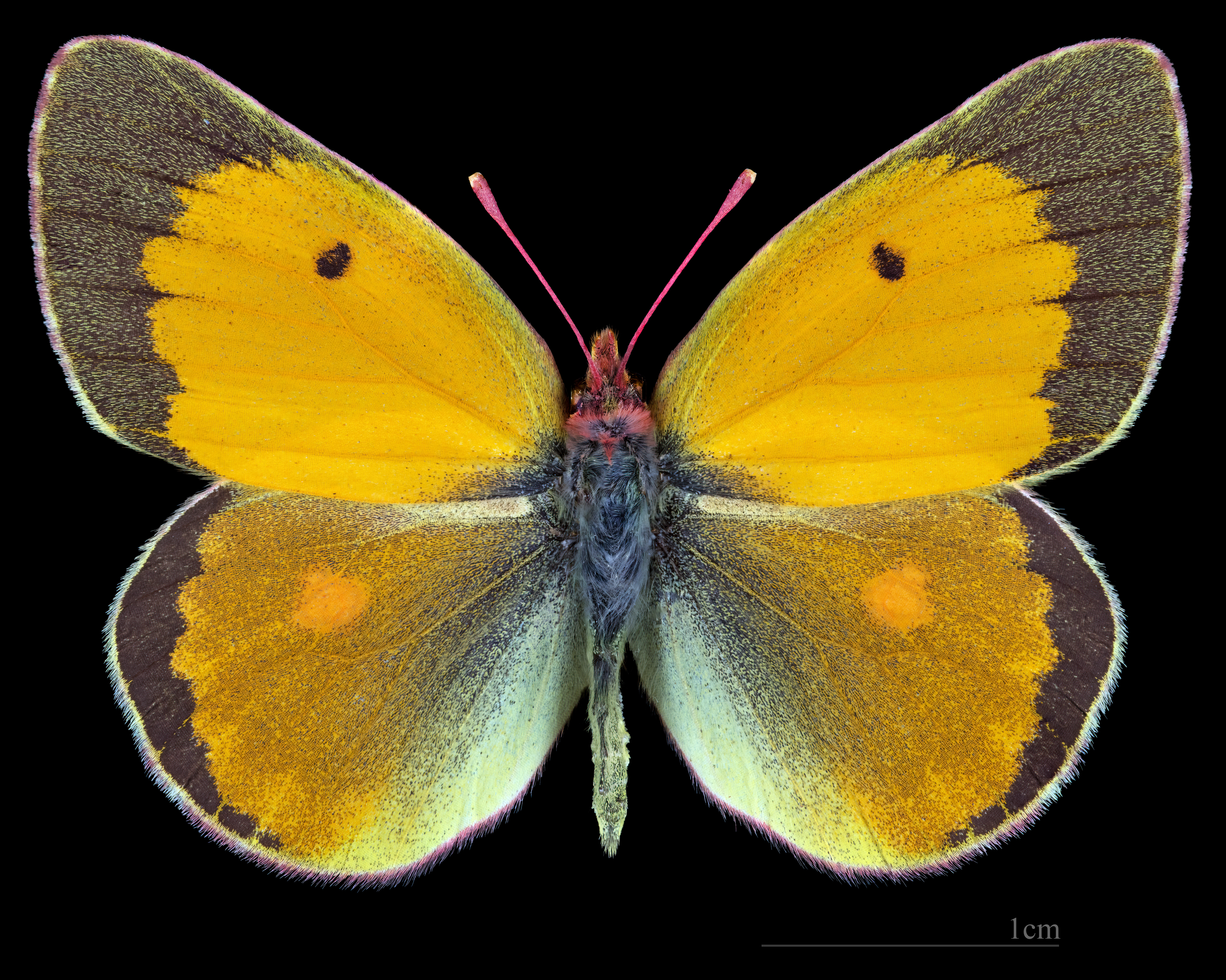
Colias myrmidone   ♂
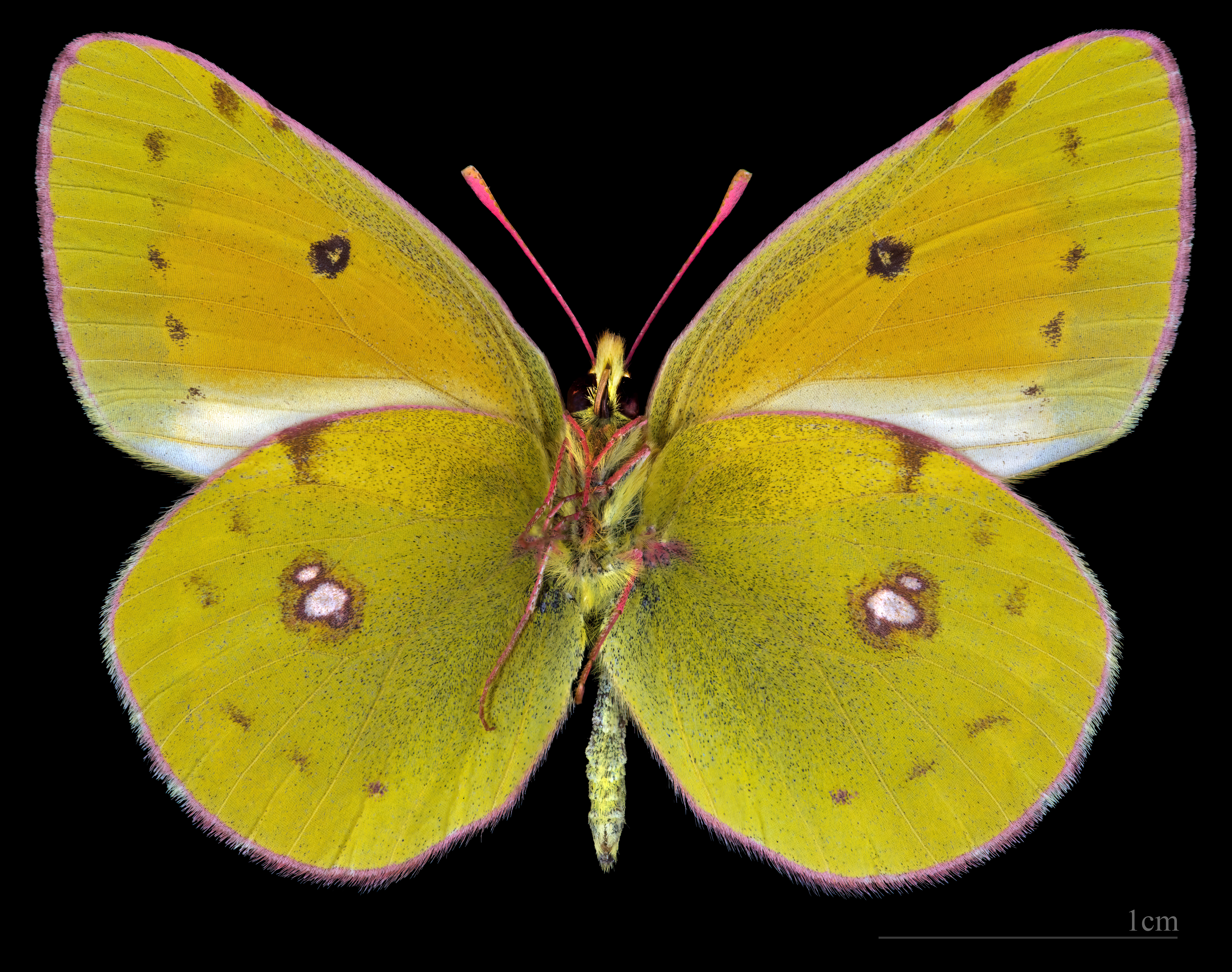
Colias myrmidone   ♂   △
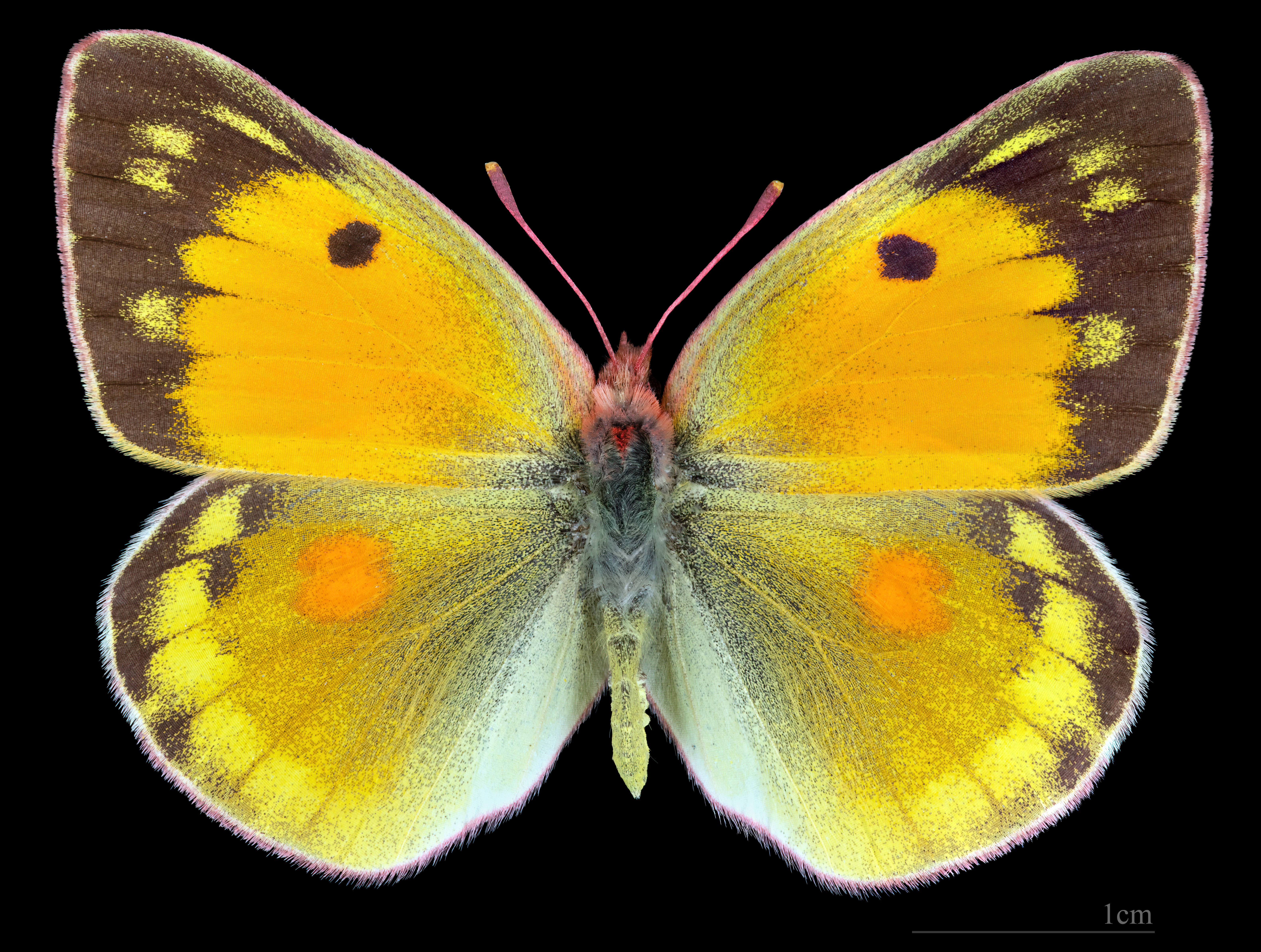
Colias myrmidone ♀
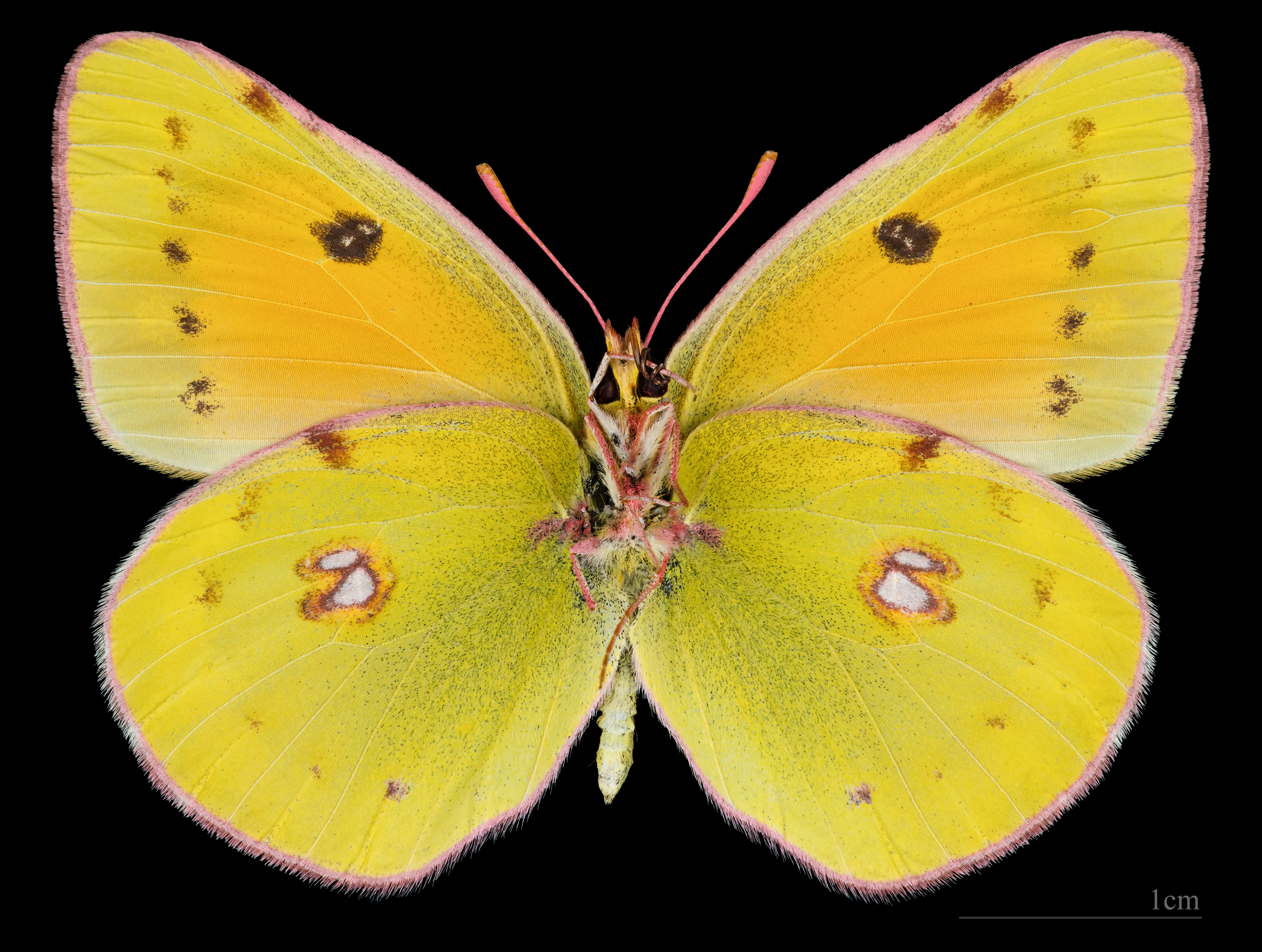
Colias myrmidone ♀ △

## Ondersoorten
De volgende ondersoorten worden onderscheiden:
- Colias myrmidone myrmidone (Esper, 1781)
- Colias myrmidone ermak (Grum Grshimailo, 1890)